# Ciklooksigenaza
Ciklooksigenaza (COX), tudi prostaglandin-sintaza, (EC 1.14.99.1) je encim, ki katalizira oksidacijo in ciklizacijo arahidonske kisline v endoperokside. Ciklooksigenaze so odgovorne za tvorbo pomembnih bioloških posrednikov, imenovanih prostanoidi (prostaglandini, prostaciklin in tromboksan). Farmakološko zaviranje encima COX lahko ublaži simptome vnetja in bolečine. Nesteroidna protivnetna zdravila, kot sta aspirin in ibuprofen, so zaviralci ciklooksigenaze. 

## Vloga
COX pretvarja arahidonsko kislino, ki spada med maščobne kisline omega-6, v prostaglandin H2 (PGH2), predhodnik prostanoidov serije 2. Encim vsebuje dve aktivni mesti: hem s peroksidazno aktivnostjo (mesto, odgovorno za redukcijo PGG2 do PGH2) in ciklooksigenazno mesto (pretvarja arahidonsko kislino v hidroperoksi-endoperoksid-prostaglandin G2 (PGG2)). 
Danes poznamo tri izoencime COX: COX-1, COX-2 in COX-3. Ker je COX-3 le varianta COX-1, ki nastane pri izrezovanju intronov (intron 1 ostane prisoten, nadalje pa je prisotna še mutacija s spremembo bralnega okvirja), nekateri dajejo prednost poimenovanju COX-1b ali variantna COX-1 (COX-1v).
Različna tkiva izražajo različne ravni encimov COX-1 in COX-2. Sicer oba encima delujeta na isti način, vendar prihaja pri selektivni inhibiciji teh encimov do razlik pri izražanju neželenih učinkov. COX-1 je konstitutivni encim, ki se nahaja v večini sesalčjih celic. Izooblike COX-2 pa v večini normalnih tkiv ne najdemo; gre za inducibilni encim, ki se pojavi v visokih ravneh v aktiviranih makrofagih in drugih vnetnih celicah. Novejši izsledki kažejo, da nastaja tudi v rakavih novotvorbah in da ima osrednjo vlogo v nastanku tumorjev.
Obe izzoobliki, COX-1 in -2, oksigenirata tudi dve drugi esencialni maščobni kislini: DGLA (ω-6) in EPA (ω-3) –, pri čemer nastanejo prostanoidi serije 1 in serije 3 z bistveno nižjo vnetno aktivnostjo. DGLA in EPA tako predstavljata kompetitivna inhibitorja arahidonski kislini v ciklooksigenazni poti. Ta inhibicija je bistvena za protivnetni učinek hrane, bogate z DGLA in EPA (npr. boreč, ribje olje).

## Farmakologija
COX-1 in COX-2 imata podobno molekulsko maso, in sicer okoli 70 in 72 kDa, in zanju je značilna 65% homologija v aminokislinskem zaporedju. Tudi katalitična mesta so skorajda identična. Najpomembnejša razlika, ki omogoča selektivno inhibicijo, je substitucija izolevcina na mestu 523 pri COX-1 z valinom pri COX-2. 